# Nunatak Aitken
O Nunatak Aitken (85° 42′ S, 173° 49′ L) é um nunatak rochoso pequeno, 2.785 metros (9.140 ft) de altura, permanecendo 3 milhas (5 km) a sudoeste do Monte Bumstead nas Montanhas Grosvenor. Foi batizado pelo Advisory Committee on Antarctic Names (Comitê Consultivo de Nomes Antárticos) com o nome de William M. Aitken,  cientista do Programa de Pesquisa Antártica dos Estados Unidos estudando a aurora na Estação do Pólo Sul, 1962.